# Gniewoszów (Mazovie)
Pour les articles homonymes, voir Gniewoszów.
Gniewoszów (prononciation : [ɡɲeˈvɔʂuf]) est un village polonais de la gmina de Gniewoszów dans le powiat de Kozienice de la voïvodie de Mazovie dans le centre-est de la Pologne.
Le village est le siège administratif de la gmina appelée gmina de Gniewoszów.
Il se situe à environ 21 kilomètres au sud-est de Kozienice (siège du powiat) et à 100 kilomètres au sud-est de Varsovie (capitale de la Pologne).
Le village possède approximativement une population de 670 habitants.

## Histoire
De 1975 à 1998, le village appartenait administrativement à la voïvodie de Radom.